# هانك مارينو
هانك مارينو (بالإنجليزية: Hank Marino)‏ هو لاعب البولنغ ‏ أمريكي، ولد في 27 نوفمبر 1889، وتوفي في 12 يوليو 1976.